# 豊岡町 (浜松市)
豊岡町（とよおかちょう）は静岡県浜松市中央区の町名。丁番を持たない単独町名である。住居表示未実施。

## 地理

### 学区
小学校・中学校の学区は以下の通りである。
- 浜松市立豊岡小学校
- 浜松市立三方原中学校

## 歴史

### 町名の由来
もともと、現在の都田テクノロードの西側の地域は豊岡、東側の地域を中之平（なかのひら）と呼んでいた。開拓当時のこの辺りはひばりが多かったためひばりが丘と呼ばれていたが、将来豊かな土地になってほしいと願って1955年に豊岡町と命名された。

### 沿革
- 1880年（明治13年） - 敷知郡三方原村ができる。
- 1896年（明治29年）4月1日 - 郡制の施行により、三方原村の所属郡が浜名郡に変更となる。
- 1954年（昭和29年）7月1日 - 三方原村が浜松市に編入される。旧村域は大字三方原となった[書籍 2]。
- 1955年（昭和30年）10月20日 - 大字三方原の一部より分離し、豊岡町が新設される[書籍 3]。
- 2007年（平成19年）4月1日 - 浜松市が政令指定都市となる。豊岡町は北区の一部となる。警察署の管轄が浜北警察署から細江警察署に変更となる。
- 2024年（令和6年）
  - 1月1日 - 浜松市の行政区再編により、豊岡町は中央区の一部となる。また、消防署の管轄が北消防署から中消防署となる。
  - 4月1日 - 警察署の管轄が細江警察署から浜松中央警察署となる[WEB 10]。

## 施設
- 浜松市立豊岡幼稚園
- 社会福祉法人向日葵会（ひまわり保育園・ひまわり第二保育園）
- 浜松市立豊岡小学校
- 浜松市立三方原中学校
- ヤマハ発動機浜松ロボティクス事業所
- 三方原開拓農業協同組合（JA三方原開拓）本部
- パルモDC 本社（パルモグループ）
- ふる里 本社
- 医療法人豊岡会浜松とよおか病院

## 交通

### バス
- 遠鉄バス - 豊岡小入口停留所には自転車駐輪場が併設されている。
  - 46・46-テ都田線、100浜北医大三方原聖隷線：（浜松駅／浜北駅 方面 - ）豊岡小入口 - 豊岡（ - 都田／聖隷三方原病院 方面）
  - 56萩丘都田線：（浜松駅 方面 - ）中ノ平 - 中ノ平北（ - 都田・フルーツパーク 方面）

### 道路
- 浜松市道東三方都田線（都田テクノロード）
- 浜松市道萩丘都田線（もくれん通り）
- 浜松市道豊岡4号線（豊岡中通り）

## その他

### 警察
警察の管轄区域は以下の通りである。
| 番・番地等 | 警察署         | 交番・駐在所 |
| ---------- | -------------- | ------------ |
| 全域       | 浜松中央警察署 | 三方原北交番 |

### 消防
消防の管轄区域は以下の通りである。
| 番・番地等 | 消防署   | 本署/出張所  |
| ---------- | -------- | ------------ |
| 全域       | 中消防署 | 曳馬野出張所 |

### 書籍
1. ↑  『わがまち文化誌 三方原 -赤土・台地・古戦場-』浜松市三方原公民館、1994年2月14日、335頁。
2. ↑  『わがまち文化誌 三方原 -赤土・台地・古戦場-』浜松市三方原公民館、1994年2月14日、333頁。
3. ↑  『わがまち文化誌 三方原 -赤土・台地・古戦場-』浜松市三方原公民館、1994年2月14日、340頁。

### WEB
1. ↑  “h02_22.csv”.   総務省 (2022年2月10日). 2024年6月25日閲覧。
2. ↑  “chuouku_menseki.xlsx”.   浜松市 (2024年3月12日). 2024年6月25日閲覧。
3. ↑  “静岡県 浜松市中央区 豊岡町の郵便番号 - 日本郵便”.   日本郵便. 2025年2月15日閲覧。
4. ↑  “市外局番の一覧”.   総務省 (2022年3月1日). 2024年6月25日閲覧。
5. ↑  “事業所案内及び管轄地域（事務所3件、分室3件）”.   一般社団法人静岡県自動車会議所. 2024年6月25日閲覧。
6. ↑  “住居表示実施状況”.   浜松市 (2024年1月4日). 2024年6月25日閲覧。
7. ↑  “学校名から探す／浜松市”.   浜松市 (2024年1月1日). 2024年6月25日閲覧。
8. ↑  “豊岡組合 (2213501016)｜農業集落境界データセット”.   GeoNLPプロジェクト. 2024年6月30日閲覧。
9. ↑  “中之平 (2213501017)｜農業集落境界データセット”.   GeoNLPプロジェクト. 2024年6月30日閲覧。
10. ↑  “kankatsukuiki_henko.pdf”.   静岡県警察 (2024年1月22日). 2024年6月25日閲覧。
11. ↑  “交番｜静岡県警察”.   静岡県警察 (2024年1月1日). 2024年6月25日閲覧。
12. ↑  “消防署の町別管轄「と」／浜松市”.   浜松市 (2024年3月21日). 2024年6月25日閲覧。